# Innorobo

Logo de Innorobo

Le salon Innorobo est un salon annuel consacré à la robotique qui s'est tenu à Lyon jusqu'à sa cinquième édition. Le salon se tient à partir de l'édition 2016 à Paris.
Le salon présente la robotique pour l'industrie, mais aussi des services à la personne, du transport, de la logistique, de la maintenance ou encore du secteur médical. Il met aussi en avant des solutions de cobotique.
Il permet aussi de mettre en avant le savoir-faire français dans ce domaine, comme le robot d'aide à la personne Roméo, le robot humanoïde iCub ou la société française Robopolis.

## Historique
Le salon Innorobo est lancé en 2011 par Syrobo, syndicat français de la robotique de services. En 2012, Syrobo ne souhaitant pas porter les risques financiers de l'organisation de l'évènement, la société Innoecho est créée par Catherine Simon. Innoecho organise Innorobo depuis 2012, aux côtés d'activités de conseil et de business développement pour les sociétés robotiques.
La ville de Lyon et la région Rhône-Alpes se portent candidates pour accueillir dans le salon Innorobo la RoboCup en 2016,, mais sont devancées par Leipzig.

## Évènements
En 2012 et 2013, la compétition VEX se déroule au salon Innorobo.

## Visiteurs
Pour sa première édition, le salon attire près de 10 000 visiteurs, 12 000 en 2012, 15 000 en 2013, 17 000 en 2014.